# Roger IV de Foix
Pour les articles homonymes, voir Roger de Foix.
 (octobre 2015).
Roger IV de Foix († 24 février 1265) est comte de Foix de 1241 à 1265, vicomte de Castelbon et seigneur d’Andorre de 1237 à 1265. Il est fils de Roger-Bernard II, comte de Foix, et d’Ermessinde, vicomtesse de Castelbon et dame d’Andorre.

## Biographie
Il succède à sa mère en 1237 pour le Castelbon et l’Andorre et à son père en 1241 pour le comté de Foix. Il prête hommage au comte Raymond VII de Toulouse le 27 juin 1241 et à Louis IX, roi de France à Orléans peu après.
Cela ne l’empêche pas de s’allier au comte de Toulouse, à Hugues X de Lusignan, comte de la Marche et d’Angoulême et à plusieurs seigneurs pyrénéens dans une révolte contre Alphonse de France, comte de Poitiers. Les maladresses d’Hugues de Lusignan font échouer le complot et Roger fait rapidement sa soumission le 5 octobre 1242 mais il est attaqué par Raymond VII qui lui prend Saverdun. Il se rend à Montargis en janvier 1243 demander l’aide militaire du roi et obtient de devenir vassal direct de la couronne. Le 11 décembre 1243, ce dernier lui rend Saverdun.
En 1245, il prend des mesures qui interdisent de fait le servage dans son comté. Contrairement à son père et son grand-père, fervents soutiens des cathares, il se montre catholique fidèle, fait construire la chapelle de l’abbaye de Boulbonne où il fait transférer les restes des anciens comtes en 1251, et favorise l’implantation de l’Inquisition. Celle-ci suspecte néanmoins la sincérité de son sentiment religieux, car il refuse de sévir contre ses vassaux suspectés d’hérésie.
En 1251, il fonde la ville de Mazères, dont il fait résidence des comtes de Foix. Il cherche à asseoir son emprise territoriale en créant plusieurs bastides (Le Mas-d'Azil, La Bastide-de-Sérou...) s'inscrivant en cela dans ce vaste mouvement d'urbanisation et de compétition féodale qui concernera le grand sud-ouest de la France.
Il cherche aussi à s’étendre vers le sud, mais se heurte à l’opposition de l’évêque d’Urgell. Ce litige, principalement lié à la suzeraineté des vallées d’Andorre, ne sera réglé qu’en 1278 par un traité de paréage, avec le fils de Roger.

## Mariages et enfants
Il épouse en 1231 Brunissende de Cardona, fille de Ramon Folch, vicomte de Cardona, et d’Inés de Torreja, dame de Solsona (Commune d'Olius, Espagne). De ce mariage est né :
- Roger-Bernard III (1243-† 1303), comte de Foix ;
- Sibylle, mariée à Aymeri IV († 1298), vicomte de Narbonne (1270-1298) ;
- Agnès, mariée en 1256 à Eschivat IV de Chabanais († 1283), comte de Bigorre ;
- Philippe, mariée en 1262 ou 15 janvier 1264 à Arnaud de Comminges, vicomte de Couserans, fils de Roger IV de Comminges-Couserans, vicomte de Comminges et Couserans, et de Grise, dame d'Espagne et de Montespan ;
- Esclarmonde, mariée en 1275 à Jacques II d’Aragon († 1311), futur roi de Majorque. Mère du roi Sanche Ier de Majorque.